# Lucas Cruikshank
Lucas Alan Cruikshank (Columbus, Nebraska; 29 de agosto de 1993) es un actor y youtuber estadounidense, principalmente conocido por su personaje cómico de Fred Figglehorn y su respectiva serie de videos, FЯED!, la cual Cruikshank comenzó a subir a YouTube en 2005. Los videos se centran en Fred Figglehorn, un niño ficticio de 6 años de edad quien tiene una vida familiar disfuncional y "cuestiones de manejo de la ira".

## Primeros años
Cruikshank nació el 29 de agosto de 1993 en la ciudad de Columbus, Nebraska, hijo de Molly Jeanne (née Duffy) y Dave Alan Cruikshank. Tiene cinco hermanas, Maria, Emily, Stephanie, Kayla y Allie, así como también dos hermanos, Jacob y Ethan.

## Carrera
Mientras hacia pruebas de ideas para un personaje, Cruikshank creó el personaje de Fred Figglehorn en un video de Halloween y lo subió a un canal de YouTube que había comenzado con sus dos primos. Tras el éxito de Fred, comenzó una serie de videos y creó el canal de FЯED! en abril de 2008. En abril de 2009, el canal tenía más de un millón de suscriptores, convirtiéndose en el primer canal de YouTube en hacerlo, y el canal con más suscripciones en 2010-2011. En diciembre de 2009, Cruikshank filmó Fred: The Movie, que se emitió en Nickelodeon, en septiembre de 2010. Nickelodeon ha creado una franquicia que rodea al personaje, una secuela, Fred 2: Night of the Living Fred, que salió al aire en octubre de 2011, y una serie de televisión, Fred: The Show. Una tercera película salió al aire en 2012. En noviembre de 2010, Cruikshank intentó crear otro personaje, Doug Derky, y lo subió a su blog para el canal de Fred. Debido a la fuerte base de fanes de Fred Figglehorn en ese canal, el video recibió en su mayoría comentarios negativos.

### Patrocinio y apariciones
En la serie de Fred, Cruikshank promueve diversos productos y películas. Se le ve con un Zipit, así como sus propios productos y T-shirts. Además de promover sus propias películas y álbumes, Cruikshank también ha promovido las películas City of Ember, Year One, y Adventures of Power, y al artista Kev Blaze.
Él hizo un cameo tanto como "Fred" y él mismo en iCarly de Nickelodeon en "iMeet Fred", que originalmente se emitió el 16 de febrero de 2009.

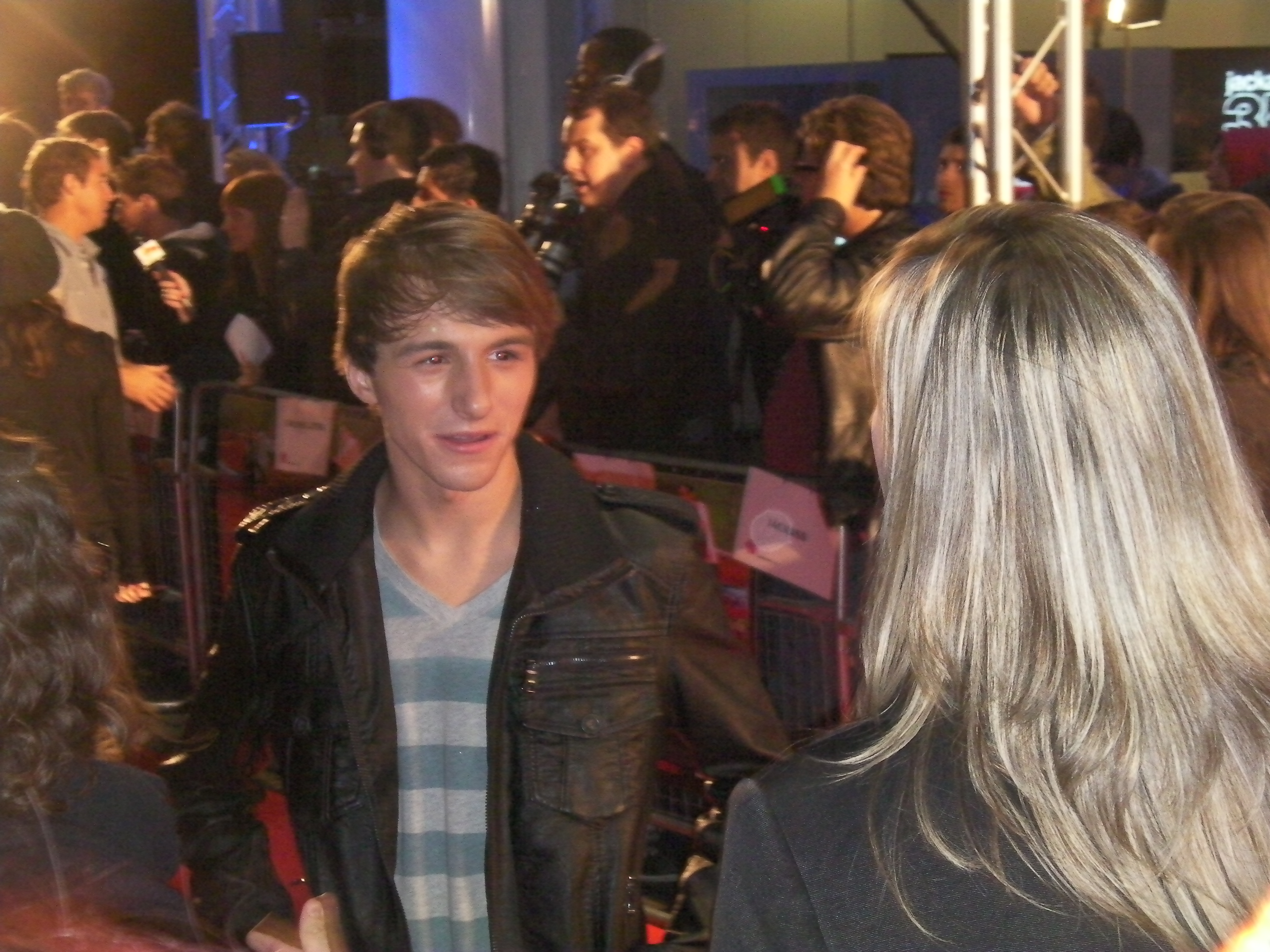
Cruikshank en la premier de Jackass 3D.

Cruikshank ha aparecido en The Tyra Banks Show, así como en el episodio "Come Fail Away" de Hannah Montana, que se emitió el 6 de diciembre de 2009. Se presentó en los Teen Choice Awards de 2009, así como en los Kids' Choice Awards de 2010 entregando los galardones a los ganadores fuera del escenario. En 2011, él apareció en el Cartoon Network Hall of Game Awards, y en un episodio de Supah Ninjas.

## Vida personal
El 20 de agosto de 2013, Cruikshank reveló que era gay en un video de YouTube, comentando que «soy homosexual. Me siento muy extraño al decir esto ante una cámara. Mis amigos y mi familia lo saben desde hace unos tres años. Hasta ahora no había sentido la necesidad de anunciarlo en internet». Desde 2013, Cruikshank mantiene una relación con el modelo australiano Matthew Fawcus.

## Filmografía
| Año             | Título                           | Personaje                   | Canal       | Notas                                   |
| --------------- | -------------------------------- | --------------------------- | ----------- | --------------------------------------- |
| 2006-2011, 2014 | Fred                             | Fred Figglehorn             | Youtube     | Serie Web                               |
| 2009            | Hannah Montana                   | Kyle McIntyre               | Disney      | Estrella invitada en "Come Fail Away"   |
| 2009            | iCarly                           | Él mismo/Fred Figglehorn    | Nickelodeon | Estrella invitada en "iMeet Fred"       |
| 2010            | Fred: The Movie                  | Fred Figglehorn             | N/A         | Protagonista, Película de Nickelodeon   |
| 2011            | Fred 2: Night of the Living Fred | Fred Figglehorn             | Nickelodeon | Protagonista                            |
| 2011            | Supah Ninjas                     | Spencer/Kickbutt            | Nickelodeon | Estrella invitada en "Kickbutt"         |
| 2012            | Fred 3: Camp Fred                | Fred Figglehorn             | Nickelodeon | Protagonista                            |
| 2012            | Fred: The Show                   | Fred Figglehorn             | Nickelodeon | Protagonista                            |
| 2012-2013       | Marvin Marvin                    | Marvin Forman/Marvin Marvin | Nickelodeon | Protagonista                            |
| 2012-2014       | Lucas & Jenny                    | Lucas                       | Youtube     | Protagonista                            |
| 2013            | Big Time Rush                    | El mismo                    | Nickelodeon | 1 episodio (estrella invitada)          |
| 2014-presente   | Lucas                            | Lucas                       | Youtube     | Protagonista, spin-off de Lucas & Jenny |

## Premios y nominaciones
| Año  | Categoría                     | Premio                 | Trabajo       | Resultado |
| ---- | ----------------------------- | ---------------------- | ------------- | --------- |
| 2009 | Favorite User Generated Video | People's Choice Awards | FRED          | Nominado  |
| 2009 | Choice Web Star               | Teen Choice Awards     | FRED          | Ganador   |
| 2010 | Choice Web Star               | Teen Choice Awards     | FRED          | Nominado  |
| 2010 | Iconic Web Star               | J-14 Teen Icon Awards  | FRED          | Nominado  |
| 2013 | Actor de TV Favorito          | Kids Choice Awards     | Marvin Marvin | Nominado  |

## Otros canales
Cruikshank era originalmente una parte de JKL Productions, un grupo que comprende gemelos Jon & Katie Smet y Lucas Cruikshank, su primo. A pesar de Cruikshank formalmente abandonó el grupo, JKL prefirió mantener Lucas "L" en su nombre. Cruikshank eliminó todos sus videos individuales cuando salió de JKL Productions, pero aún se puede ver en algunos de sus vídeos. En enero de 2009 creó su propio canal, llamado "Lucas", en la que aparece como él mismo.